# 2,2'-联苯二甲酸
2,2'-联苯二甲酸是一种有机化合物，化学式为(C6H4CO2H)2。它是白色固体，实验室里可通过邻氨基苯甲酸和重氮盐的反应来制备。它也是菲在微生物作用下的产物。它经过反应可以得到多种聚合物。